# Brudskådning
För den bysantiska och ryska kejserliga sedvänjan, se Brudvisning

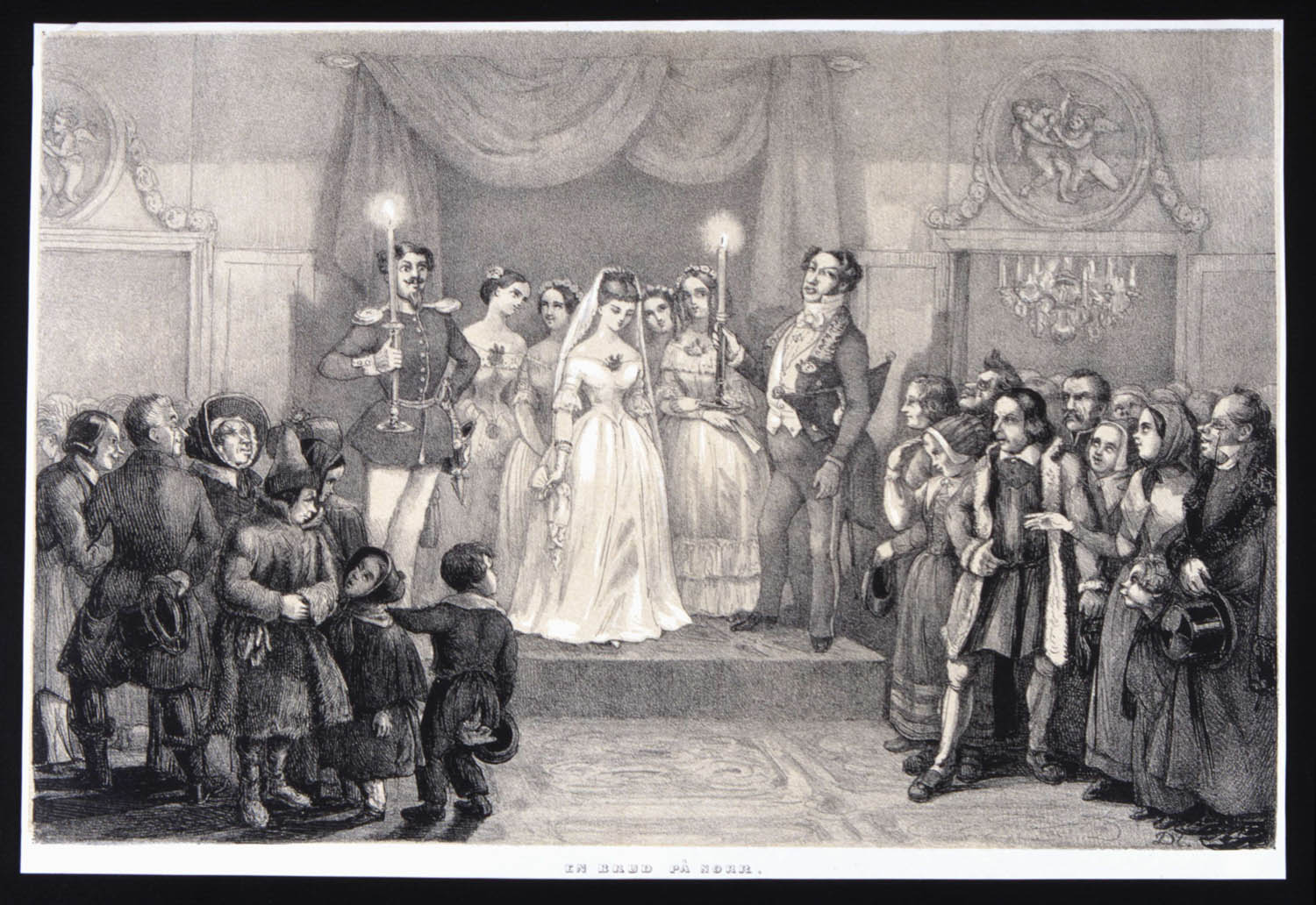
"En brud på norr", brudskådning tecknad av Fritz von Dardel.

Brudskådning, brudvisning eller brudlysning var en äldre sed i Sverige, som gick ut på att bruden och ibland brudparet visades upp för gratulanter och andra intresserade.
Vanligen skedde detta genom att brudparet efter vigseln poserade på kyrktrappan, men på många håll fanns en "brudsten" i anslutning till kyrkan där brudparet eller bruden fick kliva upp för allmän beskådan. Tidigt förekom att själva vigseln istället förrättades i prästgården eller i hemmen. Då var det vanligt att man istället ropade ut bruden från hemmet för beskådan.

## Historia
Fram till 1870-talet var brudskådning ett populärt folknöje i Stockholm. Brudvisning skedde inom alla samhällsklasser och ansågs vara en självklar sedvana. Det ansågs vara var mans rätt att beskåda en brud varhelst ett bröllop var å färde. Att avstå från brudvisning inför ett känt bröllop kunde leda till protester, som att brudens barndomshem fick sina fönster krossade.
Grevinnan Charlotta Posse, dotter till Arvid Posse av den grevliga ätten Posse, for den 18 november 1845 till kungliga slottet, där hon fick den sista myrtenkvisten fäst i sin krans av prinsessan Eugenie, och stod sedan i två timmar framför sina fyra brudtärnor i salongen i sitt föräldrahem, medan besökare beskådade henne i brudutstyrsel inför hennes bröllop med Adam Didrik Reuterskjöld. Hon stod belyst av kandelabrar som hölls av hennes två marskalkar. Bruden beskådades först av släkt och vänner, därefter av hovdamer som representanter för kungahuset, därefter av personer ur societeten, ofta utklädda i maskeraddräkt för att kunna göra skabrösa skämt, och därefter av allmänheten, som fick defilera förbi under den andra av de två timmarna. Hennes far hade arrangerat visningen eftersom det "inte något riktigt bröllop om icke en sådan förvisning ägde rum", trots att allmänheten under en sådan ofta kommenterade brudens utseende ingående och kom med skämt om bröllopsnatten som beskrevs som "ofta något motbjudande för den kvinnliga blygsamheten". Sådan brudvisning ägde också rum om bröllopet skedde på landsbygden, som då Wilhelmina Bonde visade upp sig i biljardsalen på Claestorp herrgård inför sitt bröllop 1846.
Omkring 1880 upphörde brudvisningen inom Stockholms överklass. En förklaring var att man till denna tidpunkt hade hållit sina bröllop hemma i salongen, men vid denna tid började hålla dem i kyrkan, vilket gjorde att allmänhet i stället såg på bruden vid kyrkporten. På landet började man i stället med seden att brudparet kom ut efter vigseln och tog emot lyckönskningar från åskådarna. Samtidigt betraktades också sedvänjan på ett nytt sätt i det politiska klimatet och det ansågs inte längre lämpligt att släppa in allmänheten att beskåda en utmanande lyx. Så sent som 1905 finns dock notiser om brudvisningar i Stockholm.

## Nutid
Traditionen med brudvisning har till stor del utslocknat i Sverige. På Gotland tillämpas emellertid alltjämt relativt flitigt. Till gotländska brudvisningstraditionen hör att bruden under bröllopsfirandet visar upp sig för socknens invånare och andra bekanta som inte inbjudits till själva bröllopsfesten. I samband med brudvisningen bjuds de närvarande vanligen på Gotlandsdricka och kringlor.